# میشویچ
میشویچ (به صربی: Mišević) یک منطقهٔ مسکونی در صربستان است که در یاگودینا واقع شده‌است. میشویچ ۲۳۳ نفر جمعیت دارد.